# Vivo Y3
Vivo Y3是Vivo於2019年5月推出的一部手機。 Vivo Y3s是Vivo Y3的经济实惠版，相較於Vivo Y3，Vivo Y3s沒有超广角摄像头，并且于2020年10月26日上市 。Vivo Y3上市時定价约为190欧元 ， Vivo Y3s 的售价为150欧元。 